# Verbascum subsinuatum
Verbascum subsinuatum är en flenörtsväxtart som beskrevs av Georges Rouy. Verbascum subsinuatum ingår i släktet kungsljus, och familjen flenörtsväxter. Inga underarter finns listade i Catalogue of Life.